# Movimiento tercer sistema
Movimiento Tercer Sistema (MTS) es un partido político boliviano de centroizquierda. El partido fue fundado en 2010 por Félix Patzi, originalmente como una agrupación ciudadana con el nombre de Integración Para el Cambio (IPC) y posteriormente transformado en un partido político y renombrado como Movimiento Tercer Sistema.

## Historia

### Antecedentes
Originalmente, Félix Patzi fue el candidato elegido a la Gobernación de La Paz por el Movimiento al Socialismo, bajo el liderazgo (en ese entonces) de Evo Morales. Sin embargo, faltando días para la inscripción de candidatos, Patzi fue descubierto conduciendo en estado de ebriedad, lo que provocó su expulsión del partido y su posterior reemplazo por César Cocarico, quien ganó después esa elección. 

### Como IPC (2010-2017)
Patzi, tras ser reemplazado por Cocarico, decidió crear su propia agrupación ciudadana, Instrumento Político para el Cambio (o por sus siglas, IPC), siendo fundado el 21 de marzo de 2010, con miras a las elecciones generales de 2014.En diciembre de ese mismo año, se mantuvo las siglas pero se cambió el nombre nuevamente a Integración Para el Cambio, con Patzi buscando 100 mil firmas para oficializar su candidatura.  Finalmente, no logró concretar su participación en las elecciones de 2014 al no obtener las firmas suficientes para fundar su partido.

### Elecciones subnacionales de 2015
Luego de anunciar un fallido acuerdo con Lino Villca y no ser partícipe de las elecciones generales de 2014, Patzi postuló nuevamente a la Gobernación de La Paz, asociándose con su sigla "IPC" junto con la naciente agrupación ciudadana "Soberanía y Libertad para Bolivia (SOL.Bo)". SOL.Bo era liderada por el futuro alcalde de La Paz, Luis Revilla y estaba compuesta, en su mayoría, de exmiembros de Movimiento sin Miedo, que perdió su sigla el año anterior al no obtener el 3% de mínimo de la votación. Patzi ganó con un 50.09% contra su rival del Movimiento al Socialismo, Felipa Huanca, quién obtuvo un 30.68% y ganando la Gobernación, por la cual había postulado en 2010.

### Como Movimiento Tercer Sistema (2017-presente)
Entre el 20 y el 22 de diciembre de 2017 se oficializó la conversión de Movimiento Tercer Sistema de agrupación ciudadana a partido político de carácter nacional ante el Tribunal Supremo Electoral. El proceso finalizó el 30 de octubre de 2018, donde se legalizó la sigla MTS, con un total de 131.132 firmas y mediante la Resolución TSE-RSP-ADM N.º 0513/2018. 

### Elecciones subnacionales de 2021
MTS participó de las elecciones subnacionales de 2021, donde ganó dos gobernaciones, en los departamentos de Pando y Beni, pero perdió en. Su candidato en Pando, Regis Richter, ganó con un  desde las elecciones subnacionales de Bolivia de 2021, bajo las gestión de Regis Richter. Gobernó el departamento del Beni bajo la gestión de Alejandro Unzueta hasta su renuncia al partido en 2021.
En las elecciones subnacionales del 2021 obtuvo 10 alcaidías a lo largo del país, principalmente en los departamentos de Pando y Beni.
El partido participó en la elecciones generales de Bolivia de 2019 obteniendo 76 827 votos quedando en quinto lugar.

## Resultados electorales

### Presidenciales
| Año  | Fórmula    | Fórmula             | Fórmula         | Votos  | %               | Posición | Resultado | Notas                         |
| Año  | Presidente | Presidente          | Vicepresidente  | Votos  | %               | Posición | Resultado | Notas                         |
| ---- | ---------- | ------------------- | --------------- | ------ | --------------- | -------- | --------- | ----------------------------- |
| 2019 |            | Félix Patzi         | Lucila Mendieta | 76 827 | \| \| 1.25 % \| | (5.º)    |           | Elecciones anuladas           |
| 2025 |            | Andrónico Rodríguez | Mariana Prado   |        |                 |          |           | Como parte de Alianza Popular |
|      | 1.25 %     |                     |                 |        |                 |          |           |                               |

### Parlamentarias
| Año  | Votos  | %               | Legisladores | Legisladores | Posición | Nota                          |
| Año  | Votos  | %               | Senadores    | Diputados    | Posición | Nota                          |
| ---- | ------ | --------------- | ------------ | ------------ | -------- | ----------------------------- |
| 2019 | 76 827 | \| \| 1.25 % \| | 0/36         | 0/130        | (5.º)    | Elecciones anuladas           |
| 2025 |        |                 | 0/36         | 0/130        |          | Como parte de Alianza Popular |
|      | 1.25 % |                 |              |              |          |                               |

### Subnacionales
| Año  | Candidato         | Votos  | %                | Posición | Resultado | Notas |
| ---- | ----------------- | ------ | ---------------- | -------- | --------- | ----- |
| 2021 | Alejandro Unzueta | 83 732 | \| \| 41.79 % \| | (1.º)    | Sí electo |       |
|      | 41.79 %           |        |                  |          |           |       |

| Año  | Candidato                    | Votos  | %               | Posición | Resultado | Notas |
| ---- | ---------------------------- | ------ | --------------- | -------- | --------- | ----- |
| 2021 | José Carlos Sánchez Verazain | 78 805 | \| \| 7.42 % \| | (3.º)    | No electo |       |
|      | 7.42 %                       |        |                 |          |           |       |

| Año  | Candidato                | Votos  | %               | Posición | Resultado | Notas |
| ---- | ------------------------ | ------ | --------------- | -------- | --------- | ----- |
| 2021 | Félix Patzi (reelección) | 67 948 | \| \| 4.36 % \| | (4.º)    | No electo |       |
|      | 4.36 %                   |        |                 |          |           |       |

| Año  | Candidato           | Votos | %               | Posición | Resultado | Notas |
| ---- | ------------------- | ----- | --------------- | -------- | --------- | ----- |
| 2021 | Isar Milton Cáceres | 9 150 | \| \| 3.54 % \| | (5.º)    | No electo |       |
|      | 3.54 %              |       |                 |          |           |       |

|  | 39.07 % |

|  | 54.69 % |

| Año  | Candidato     | Votos | %               | Posición | Resultado | Notas |
| ---- | ------------- | ----- | --------------- | -------- | --------- | ----- |
| 2021 | Félix Vásquez | 6 247 | \| \| 1.96 % \| | (8.º)    | No electo |       |
|      | 1.96 %        |       |                 |          |           |       |

| Año  | Candidato   | Votos | %               | Posición | Resultado | Notas |
| ---- | ----------- | ----- | --------------- | -------- | --------- | ----- |
| 2021 | Luis Alfaro | 5 637 | \| \| 1.93 % \| | (5.º)    | No electo |       |
|      | 1.93 %      |       |                 |          |           |       |